# Liz Moore
Liz Moore (* 25. Mai 1983 in Boston, Massachusetts) ist eine US-amerikanische Schriftstellerin.

## Leben

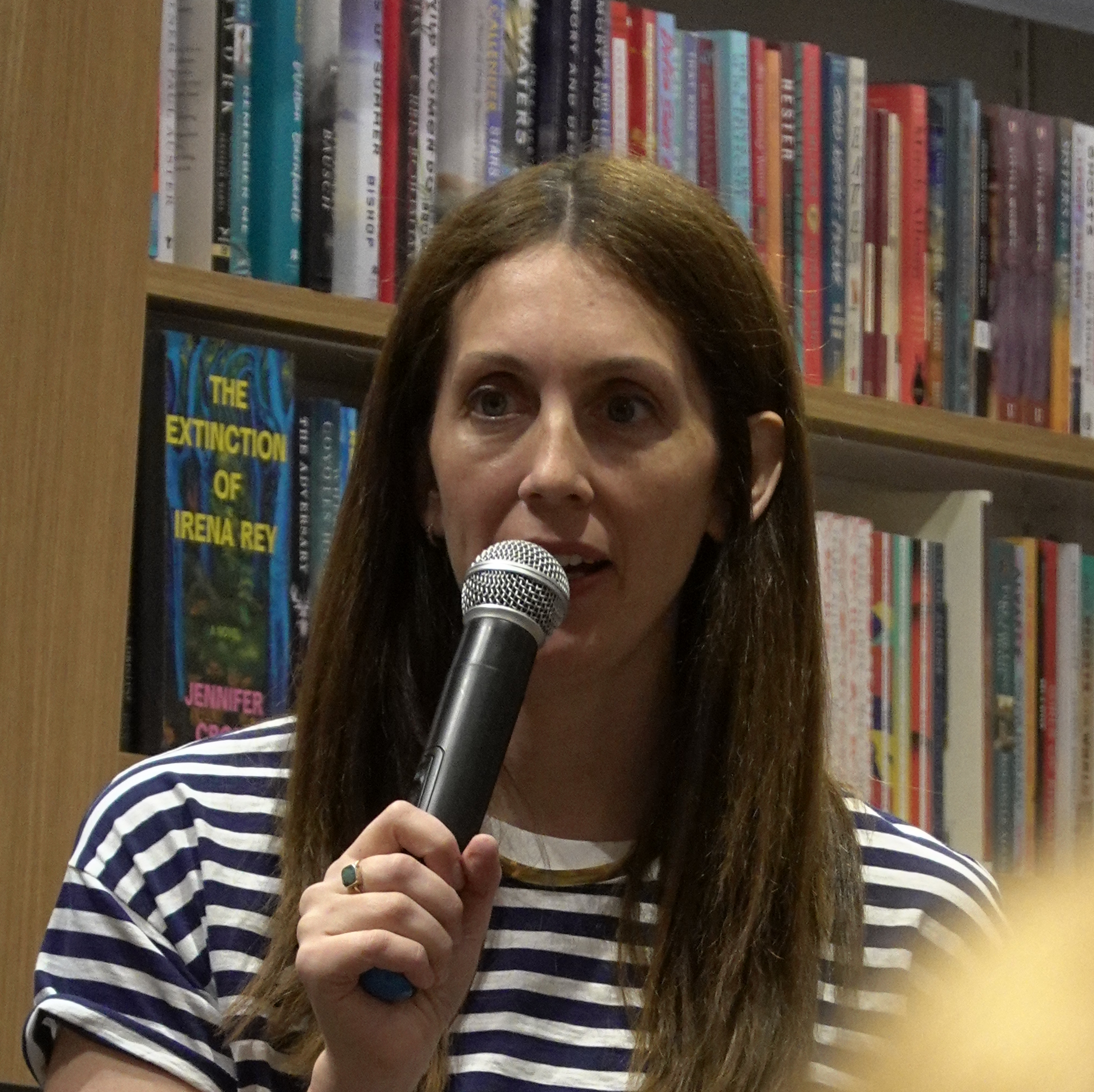
Liz Moore (2024)

Liz Moore wuchs in Framingham auf und studierte ab 2005 am Barnard College in Manhattan. 2009 machte sie einen MA in Kreativem Schreiben am Hunter College in New York, zwischenzeitlich veröffentlichte sie 2007 das Album Backyards. Sie zog nach Philadelphia und unterrichtet dort an der Temple University.
Moores erster Roman erschien 2007. Ihr zweites Buch Heft stand 2012 auf der Longlist des International IMPAC Dublin Literary Award. 2015 erhielt sie ein Stipendium für einen Aufenthalt an der American Academy in Rome. Moore ist verheiratet und hat zwei Kinder.
Moores Roman Der Gott des Waldes gewann 2024 den Jimmy Fallon Summer Book Club und stand auf Barack Obamas Lektüreliste. Im März 2025 stieg die deutsche Übersetzung von Cornelius Hartz auf Platz 3 in die Krimibestenliste ein.
2025 erschien die Verfilmung ihres Romans Long Bright River als TV-Serie, mit Amanda Seyfried in der Hauptrolle.

## Rezensionen
„DER GOTT DES WALDES, Liz Moore: Ein langer Roman, den man anfangs nur schwer aus der Hand legen kann. Ab Seite 200 ist es unmöglich.“

## Werke
- Backyards. Album 2007
- The Words of Every Song. New York: Crown Publishing 2007
- Heft. W.W. Norton 2012
- The Unseen World. W.W. Norton 2016
- Long Bright River. Riverhead 2020
  - deutsch: Long Bright River. Übersetzung Ulrike Wasel und Klaus Timmermann. C.H.Beck 2020
- The God of the Woods. Riverhead 2024
  - deutsch: Der Gott des Waldes. Übersetzung Cornelius Hartz. C.H.Beck 2025